# Justicia lithospermoides
Justicia lithospermoides är en akantusväxtart som beskrevs av Gustav Lindau. Justicia lithospermoides ingår i släktet Justicia och familjen akantusväxter. Inga underarter finns listade i Catalogue of Life.